# St. Laurentius (Darstadt)

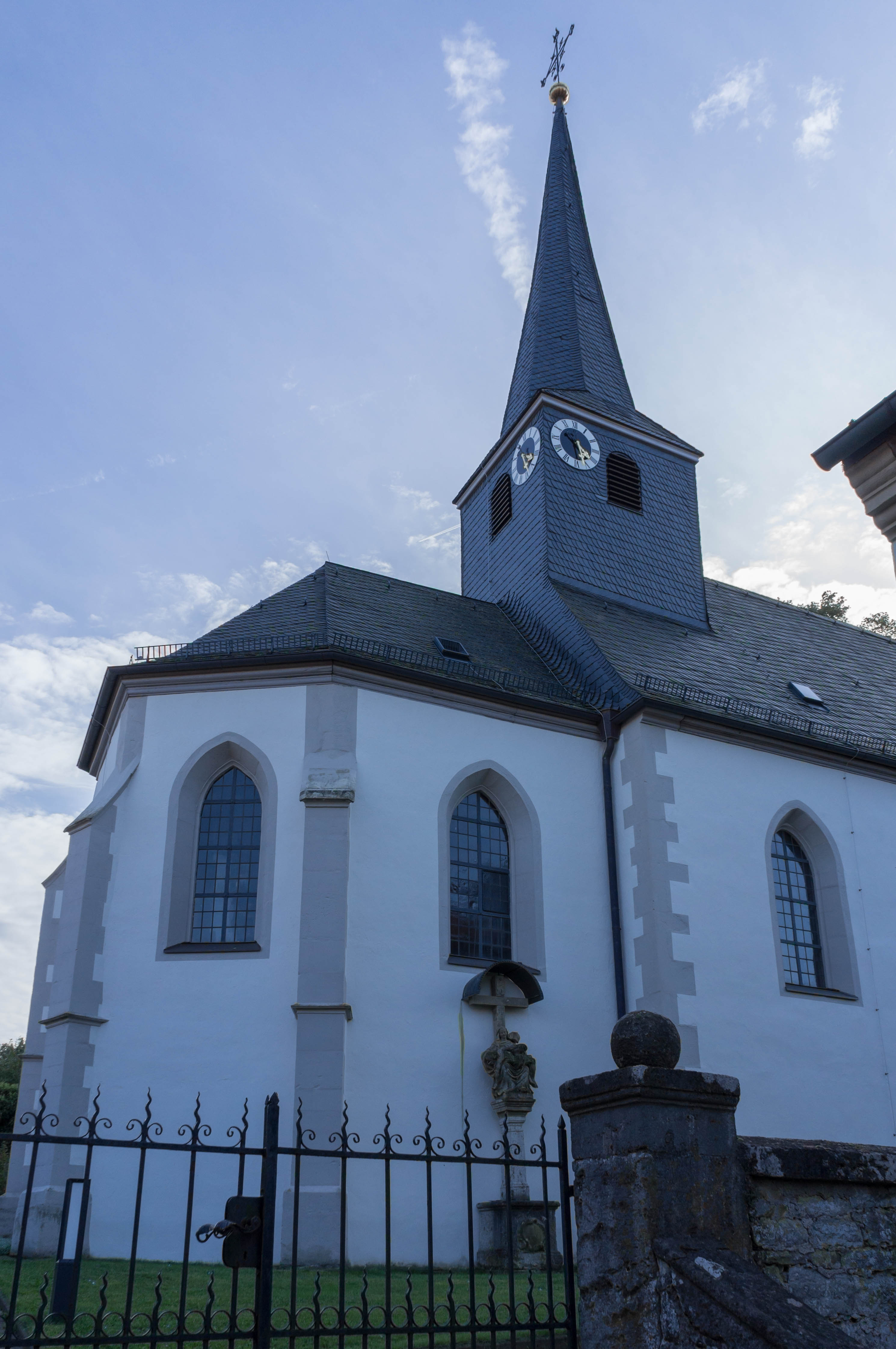
St. Laurentius (Darstadt)

Die römisch-katholische Pfarrkirche St. Laurentius ist ein denkmalgeschütztes Kirchengebäude, das in Darstadt steht, einem Stadtteil von Ochsenfurt im Landkreis Würzburg (Unterfranken, Bayern). Kirchenpatron ist Laurentius von Rom. Das Bauwerk ist unter der Denkmalnummer D-6-79-170-241 als Baudenkmal in die Bayerische Denkmalliste eingetragen. Die Pfarrei gehört zur Pfarreiengemeinschaft Tückelhausen im Dekanat Ochsenfurt des Bistums Würzburg.

## Beschreibung
Die am 25. Mai 1597 eingeweihte Saalkirche hat einen eingezogenen, dreiseitig abgeschlossenen Chor, dessen Wände von Strebepfeilern gestützt werden, und der im Innern mit einem Netzgewölbe überspannt ist. Aus dem Satteldach des Langhauses erhebt sich ein quadratischer, mit einem achtseitigen, spitzen Helm bedeckter Dachreiter, der die Turmuhr und den Glockenstuhl beherbergt, in dem drei Kirchenglocken hängen. 1921 wurde das Langhaus zur Straße hin um eine Fensterachse verlängert.
Den Hochaltar schuf Johannes Juncker. Die hölzerne Kanzel mit den Flachreliefs der vier Evangelisten auf dem Kanzelkorb stammt aus der Zeit um 1615.
Das Medaillon in der Deckenbemalung stammt von dem bayerischen Kirchenmaler Franz Andreas Thalheimer.
Die Orgel mit sieben Registern hat 1750 Johann Philipp Seuffert gebaut. Bei einer Renovierung 1975 wurde u. a. das komplette Spielwerk aus Eisen durch Aluminium ersetzt. Im Laufe der Jahre kam es durch den Einfluss von Temperaturschwankungen auf das Aluminium zu Reibungen und Entstehung von Rost. 2020 reinigte die Markelsheimer Orgelbauwerkstatt Heissler das Instrument und reparierte die Schäden.
Die Kreuzwegstationen wurden 1925/1926 angeschafft. Die übrige moderne Kirchenausstattung mit Volksaltar, Ambo und Sedilien wurde von Jürgen Lenssen entworfen.